# Арпсгофен, Андрей Владимирович
Барон Андрей Владимирович Арпсгофен (1875—?) — русский военный  деятель, генерал-майор  (1917). Герой Первой мировой войны.

## Биография
Уроженец Варшавы. Барон. В службу вступил в 1893 году. В 1895 году после окончания Пажеского Его Величества корпуса произведён подпоручики гвардии и выпущен в 1-ю лейб-гвардии артиллерийскую бригаду. В 1899 году произведён в поручики гвардии, в 1903 году в штабс-капитаны гвардии. С 1904 года участник Русско-японской войны.
В 1905 году после окончания Николаевской академии Генерального штаба по I разряду переименован в капитаны Генерального штаба. С 22 декабря 1905 по 22 января 1907 года отбывал цензовое командование ротой  в лейб-гвардии Измайловском полку. С 1907 года помощник старшего адъютанта штаба Иркутского военного округа. С 1909 года старший адъютант штаба 11-го армейского корпуса. С 1910 года помощник старшего адъютанта, с 1913 года и.д. штаб-офицера для поручений и старший адъютант штаба Одесского военного округа.
С 1914 года участник Первой мировой войны, полковник, штаб-офицер для поручений Управления генерал-квартирмейстера штаба 7-й армии и старший адъютант Отдела генерал-квартирмейстера штаба 11-й армии. С 1915 года и.д. начальника штаба 34-й пехотной дивизии и командир 61-го Владимирского пехотного полка. С 1916 года начальник штаба 41-й пехотной дивизии. С 1917 года генерал-майор, начальник штаба 16-го армейского корпуса.

Высочайшим приказом от 29 мая 1916 года за храбрость награждён Георгиевским оружием: 
За то, что, будучи начальником штаба 34-й пехотной дивизии, в бою 31-го августа 1915 года у дер. Рыдомель, находясь на наблюдательном пункте под действительным артиллерийским и ружейным огнём, проявил исключительное самообладание и мужество, когда, рядом ценных указаний находившемуся там же начальнику дивизии, содействовал последнему в принятии решения, результатом которого поражение вдвое сильнейшего противника на линии дер. Рыдомель-Горынью
После Октябрьской революции 1917 года  участник Белого движения с составе ВСЮР. С 1919 года начальник штаба 2-й Кубанской казачьей дивизии. С 1920 года генерал для поручений при Отделе генерал-квартирмейстера главнокомандующего Русской армии.

## Награды
- Орден Святого Станислава 3-й степени (1907)
- Орден Святой Анны 3-й степени  (1908)
- Орден Святого Станислава 2-й степени (ВП 6.12.1914)
- Орден Святой Анны 2-й степени  (ВП 5.04.1915)
- Орден Святого Владимира 4-й степени с мечами и бантом (ВП 25.06.1915)
- Орден Святого Владимира 3-й степени с мечами  (ВП 1.12.1915)
- Георгиевское оружие (ВП 29.05.1916)